# Proprioseiopsis carolinianus
Proprioseiopsis carolinianus är en spindeldjursart som först beskrevs av Muma, Metz och Farrier 1967.  Proprioseiopsis carolinianus ingår i släktet Proprioseiopsis och familjen Phytoseiidae. Inga underarter finns listade i Catalogue of Life.